# チャド・スミス (1995年生の投手)
ロドニー・チャド・スミス（Rodney Chad Smith、1995年6月8日 - ）は、アメリカ合衆国アラバマ州マッカラ出身のプロ野球選手（投手）。MLBのニューヨーク・メッツ傘下所属。右投右打。

## 経歴

### プロ入り前
アラバマ州マッカラのマカドリー高等学校を卒業後、ウォーレス州立コミュニティ・カレッジに進み、2年間大学野球でプレー。2015年のMLBドラフトでクリーブランド・インディアンズより23巡目（全体694位）で指名を受けたが契約せず、ミシシッピ大学に進み、オール・ミス・レベルズで大学野球を続けた。

### プロ入りとマーリンズ傘下時代
2016年のMLBドラフトでマイアミ・マーリンズより11巡目（全体323位）で指名を受け、マーリンズと契約した。
2017年はA級グリーンズボロ・グラスホッパーズで34試合に登板し、3勝2敗3セーブ、防御率2.93、52奪三振という成績を残した。
2018年はA+級ジュピター・ハンマーヘッズで30試合に登板し、5勝3敗12セーブ、防御率3.57、45奪三振を記録した。
2019年はA+ジュピターとAA級ジャクソンビル・ジャンボシュリンプの2球団に所属し、合計で34試合に登板して、3勝2敗6セーブ、防御率4.54、46奪三振を記録した。
2020年は新型コロナウイルスの感染拡大の影響でマイナーリーグが開催されなかったため、公式戦での登板はなかった。

### ロッキーズ時代
2020年8月13日、ヘスス・ティノコとのトレードでコロラド・ロッキーズに移籍した。
2021年はAAA級アルバカーキ・アイソトープスで36試合に登板し、2勝1敗3セーブ、防御率2.97、37奪三振を記録した。
2022年5月28日にメジャー契約を結んでアクティブ・ロースター入りし、翌5月29日の対ワシントン・ナショナルズ戦でメジャー初登板を果たした。7回裏に救援登板して1回を無失点で抑えた。この年はメジャーで15試合に登板した。

### アスレチックス時代
2022年12月6日にジェフ・クリスウェルとの交換トレードでオークランド・アスレチックスに移籍した。
2023年はAAA級ラスベガス・アビエイターズで開幕を迎え、4月12日にメジャーに昇格。同日のボルチモア・オリオールズ戦で2イニングを1被安打3奪三振無失点に抑え、メジャー初勝利を挙げた。しかし、その後は6月11日と7月23日の2試合の登板にとどまり、いずれの試合でもそれぞれタイムリー、本塁打で失点を喫するなど結果を残せず（そのうち、1試合は敗戦投手）、オフの11月6日にFAとなった。

### メッツ傘下時代
2023年12月26日にニューヨーク・メッツとマイナー契約を結び、2024年のスプリングトレーニングに招待選手として参加することになった。

## 人物
祖父のノーム・ゾーシンも1950年代にプレーしていた元メジャーリーガーである。

## 詳細情報

### 年度別投手成績
| 年 度    | 球 団    | 登 板 | 先 発 | 完 投 | 完 封 | 無 四 球 | 勝 利 | 敗 戦 | セ 丨 ブ | ホ 丨 ル ド | 勝 率 | 打 者 | 投 球 回 | 被 安 打 | 被 本 塁 打 | 与 四 球 | 敬 遠 | 与 死 球 | 奪 三 振 | 暴 投 | ボ 丨 ク | 失 点 | 自 責 点 | 防 御 率 | W H I P |
| -------- | -------- | ----- | ----- | ----- | ----- | -------- | ----- | ----- | -------- | ----------- | ----- | ----- | -------- | -------- | ----------- | -------- | ----- | -------- | -------- | ----- | -------- | ----- | -------- | -------- | ------- |
| 2022     | COL      | 15    | 0     | 0     | 0     | 0        | 0     | 1     | 0        | 0           | .000  | 85    | 18.0     | 16       | 2           | 15       | 0     | 2        | 23       | 3     | 0        | 15    | 15       | 7.50     | 1.72    |
| 2023     | OAK      | 10    | 0     | 0     | 0     | 0        | 1     | 2     | 0        | 0           | .333  | 60    | 13.2     | 15       | 2           | 7        | 0     | 2        | 9        | 1     | 0        | 10    | 10       | 6.59     | 1.61    |
| MLB：2年 | MLB：2年 | 25    | 0     | 0     | 0     | 0        | 1     | 3     | 0        | 0           | .250  | 145   | 31.2     | 31       | 4           | 22       | 0     | 4        | 32       | 4     | 0        | 25    | 25       | 7.11     | 1.67    |

- 2023年度シーズン終了時

### 背番号
- 56（2022年）
- 30（2023年）